# 전북특별자치도의 소규모 어항 목록
다음은 2024년 1월 말 기준 전북특별자치도의 소규모 어항 목록이다.
- 거륜항 - 전북특별자치도 부안군 위도면 거륜도리 일원 (섬)
- 관리도항 - 전북특별자치도 군산시 옥도면 관리도리 일원 (섬)
- 두리도항 - 전북특별자치도 군산시 옥도면 두리도리 일원 (섬)
- 명도항 - 전북특별자치도 군산시 옥도면 명도리 일원 (섬)
- 무녀도1항 - 전북특별자치도 군산시 옥도면 무녀도리 일원 (섬)
- 선유1구항 - 전북특별자치도 군산시 옥도면 선유도리 일원 (섬)
- 선유2구항 - 전북특별자치도 군산시 옥도면 선유도리 일원 (섬)
- 신시도항 - 전북특별자치도 군산시 옥도면 신시도리 일원 (섬)
- 작당항 - 전북특별자치도 부안군 진서면 운호리 일원 (육지)
- 장자도항 - 전북특별자치도 군산시 옥도면 장자도리 일원 (섬)
- 전막항 - 전북특별자치도부안군 위도면 대리 일원 (섬)
- 정금항 - 전북특별자치도 부안군 위도면 정금리 일원 (섬)
- 죽도항 - 전북특별자치도 고창군 부안면 봉암리 일원 (섬)
- 죽도항 - 전북특별자치도 군산시 옥도면 죽도리 일원 (섬)
- 죽막항 - 전북특별자치도 부안군 변산면 격포리 일원 (육지)
- 진리항 - 전북특별자치도 부안군 위도면 진리 일원 (섬)
- 치도항 - 전북특별자치도 부안군 위도면 치도리 일원 (섬)
- 하왕등도항 - 전북특별자치도 부안군 위도면 하왕등도리 일원 (섬)

## 같이 보기
- 대한민국의 소규모 어항